# Matehuala
Matehuala – miasto w Meksyku, w północnej części stanu San Luis Potosí. Położone jest w górach Sierra Madre Wschodnia, w dolinie Salado, na wschód od Sierra Catorce. W 2010 roku miasto liczyło 77 328 mieszkańców. 
W okolicy uprawiana jest kukurydza oraz wydobywane jest złoto, srebro, ołów i miedź. Miasto jest ośrodkiem przemysłowym (duże huty miedzi). Ponadto istnieje garbarnia. Wytwarza się także alkohol i włókna, które są wydzielane z maguey. Matehuala jest połączone autostradą z San Luis Potosí, stolicy stanu, w kierunku południowo-południowo-zachodnim, a także z Saltillo – stolicą stanu Coahuila.